# آق‌دام قالال
آق‌دام قالال (به لاتین: Ağdam Qalal) یک منطقه مسکونی در جمهوری آذربایجان است که در شهرستان زاقاتالا واقع شده است.